# Star-Typ Sport
STS SA – spółka handlowa z siedzibą w Katowicach, prowadząca działalność bukmacherską na obszarze Polski, założona w 1997 r. W 2024 r. zatrudniała ok. 1500 osób pracujących w 400 punktach przyjmowania zakładów. STS jest największym przedsiębiorstwem bukmacherskim w Polsce. W 2024 r. jego udział w rynku oceniano na ok. 40 procent. Co roku przyjmuje kilkadziesiąt milionów zakładów wzajemnych, a liczbę stałych klientów szacuje się na ponad 200 tys. osób. W latach 2013–2017, 2020-2023 sponsor strategiczny Lecha Poznań. Od 2017 do 2025 roku sponsor główny Jagiellonii Białystok, a od 2018 oficjalny sponsor reprezentacji Polski w piłce nożnej. Od 2022 roku sponsor Widzewa Łódź. Od lipca 2023 roku oficjalny sponsor Podbeskidzia Bielsko-Biała, Rakowa Częstochowa oraz GKS Katowice. W latach 2016–2017 i ponownie od lipca 2024 roku sponsor strategiczny Ruchu Chorzów.
W latach  2019 – 2021 STS prowadził działalność na rynkach europejskich. Między innymi w Wielkiej Brytanii, Niemczech, Islandii, Luksemburgu, Słowenii, Andorze, San Marino oraz na Gibraltarze, Malcie i Łotwie.
W czerwcu 2023 roku STS został sprzedany hazardowemu gigantowi, firmie Entain. Kwota transakcji opiewała na 750 milionów funtów. Niedługo potem ze stanowiska prezesa firmy zrezygnował Mateusz Juroszek. Jego miejsce zajął wyznaczony przez nowego właściciela Radim Haluza.

## Działalność STS
Przedmiotem działalności gospodarczej, stosownie do zezwolenia wydanego przez Ministra Finansów, regulaminu wzajemnych zakładów bukmacherskich i Ustawy o grach hazardowych  z dnia 19 listopada 2009 roku jest zawieranie zakładów wzajemnych w formie umów cywilnych z osobami fizycznymi w punktach przyjmowania zakładów wzajemnych oraz w sieci Internet na terytorium Polski.
Przedmiotem bukmacherskiego zakładu wzajemnego jest prawidłowe odgadnięcie zaistnienia różnych zdarzeń, w których uczestnicy zakładu wpłacają stawki pieniężne, a wysokość wygranych zależy od umówionego, pomiędzy przyjmującym zakład a wpłacającym stawkę, stosunku wpłaty do wygranej. Oprócz zakładów na wyniki wydarzeń kilkudziesięciu dyscyplin sportowych takich jak m.in. piłka nożna, koszykówka, siatkówka, rozgrywki e-sportowe i wiele innych dyscyplin STS oferuje również zakłady na wydarzenia społeczne, polityczne i kulturalne np. „Taniec z Gwiazdami”, prawybory, a także wybory prezydenckie.
Z oferty STS skorzystać można w jednym z ponad 444 stacjonarnych punktach przyjmowania zakładów, za pośrednictwem strony internetowej, również jej mobilnej wersji, jak i w aplikacjach dedykowanych systemom Android i iOS. Bukmacher dysponuje własnym system wypłat STSpay. Za sprawą inwestycji kapitałowej w czeską spółkę IT, STS stał się właścicielem systemu bukmacherskiego Betsys, z którego korzysta.
STS oferuje możliwość oglądania transmisji wydarzeń sportowych online w ramach usługi STS TV. Każdego miesiąca spółka udostępnia transmisje nawet 5000 wydarzeń sportowych, w tym m.in. piłki nożnej, tenisa, siatkówki, koszykówki oraz innych sportów.
Bukmacher należy do Stowarzyszenia Na Rzecz Likwidacji Szarej Strefy Zakładów Wzajemnych w Polsce „Graj Legalnie” oraz Stowarzyszenia Pracodawców i Pracowników Firm Bukmacherskich.
Z inicjatywy STS powstała Fundacja Sport Twoją Szansą prowadząca działania na rzecz rozwoju polskiego sportu. Fundacja wspiera utalentowanych sportowców, zapewniając im pomoc materialną oraz merytoryczną – pomaga w urządzeniu odpowiedniego zaplecza treningowego i kontynuacji kariery lub wzięciu udziału w zawodach o randze krajowej i międzynarodowej. Dotychczasowi podopieczni Fundacji mogą pochwalić się wieloma sukcesami na arenie krajowej i międzynarodowej. Fundacja Sport Twoją Szansą działa już od 2016 r. i od tego czasu wspiera reprezentację Polski w koszykówce na wózkach, od września 2017 r. patronuje reprezentacji Polski w rugby na wózkach oraz szkółce bokserskiej Global Boxing Tarnów. Od września 2018 r. do grona podopiecznych należy Fundacja na Rzecz Rozwoju Polskiej Piłki Nożnej organizująca darmowe zajęcia dla młodych piłkarzy, trenująca strzelectwo sportowe Aneta Stankiewicz, tenisista stołowy Rafał Czuper oraz lekkoatletka Kamila Przybyła. Organizacja jest patronem Cieszyńskiego Klubu Sportowego Piast rozwijającego piłkarskie talenty, wspiera niewidomą lekkoatletkę Joannę Mazur i jej przewodnika – Michała Stawickiego, pomaga Januszowi Rokickiemu oraz Kamilowi Popowskiemu. Organizacja wspierała reprezentację Polski ampfutbolistów, lekkoatletkę Magdalenę Stefanowicz, Kamelię Babicką trenującą jazdę konno oraz gimnastyczkę Julię Siepetowską. Fundacja nawiązała również współpracę ze Stowarzyszeniem Sportów Elektronicznych (Esport Association), w ramach której udzieliła wsparcia przy organizacji akademickiej ligi esportowej dla reprezentantów uczelni wyższych z całego kraju – Edu Esports League. 11 lipca 2019 r. STS podpisał dwuletnią umowę sponsorską z Zagłębiem Lubin. Bukmacher jest także sponsorem innych drużyn piłkarskich: Lecha Poznań, Jagiellonii Białystok, Pogoni Szczecin, Polskiej Ligi Siatkówki, Cracovii i Górnika Zabrze. W marcu 2024 roku STS stał się oficjalnym partnerem Kanału Zero oraz strategicznym partnerem portalu Meczyki.pl. W sierpniu 2024 roku STS podpisał umowę sponsorską z Borussią Dortmund, na mocy której został regionalnym partnerem klubu z Bundesligi oraz został oficjalnym sponsorem Skry Bełchatów.  
STS jako pierwszy bukmacher w Polsce wprowadził do swojej oferty symulowane gry karciane w czasie rzeczywistym – Betgames – umożliwiające zawieranie zakładów w czasie rzeczywistym. Dostępne są trzy gry karciane: wojna, poker i bakarat. W trakcie rozgrywki trwającej około kilku minut wirtualny krupier informuje, w którym momencie można postawić zakład. Zakłady tego typu są zgodne z Ustawą hazardową.

### STS TV
Zakłady bukmacherskie STS oferują nie tylko możliwość obstawiania konkretnych wydarzeń sportowych, ale również oglądania zmagań na sportowych arenach za pośrednictwem relacji LIVE. Mowa o STS TV, które oferuje im dostęp do najważniejszych sportowych wydarzeń tak piłkarskich, jak i z innych dyscyplin.
Kibice zainteresowani choćby piłką ręczną, siatkówką czy tenisem za pośrednictwem tej platformy mogą bez większych ograniczeń obserwować rywalizację nie tylko przed ekranem komputera, ale także w telefonie. Propozycja bukmachera jest szeroka, gdyż nie tyczy się jedynie najlepszych i najważniejszych lig, ale również mniej znanych i odległych polskim obserwatorom rozgrywek czy nawet dyscyplin sportowych.

## Strona internetowa
Strona internetowa STS SA prezentuje aktualną ofertę, zawiera listę punktów przyjmowania zakładów, a także informacje o konkursach organizowanych przez STS. Średnia dzienna oglądalność wynosi ok. 50000 wejść. We wrześniu 2024 witryna odnotowała 2,7 mln odwiedzin.